# Jessica de Rooij
Jessica De Rooij (Bergisch Gladbach, 1 april 1981) is een Duitse filmcomponiste.

## Biografie
Jessica De Rooij kwam reeds jonge leeftijd in contact met muziek. Haar vader, Hilmar, was zelf ook een componist en haar moeder, Jeanne, een bekende zangeres.
Vanaf de leeftijd van 4 begon ze aan een redelijk klassieke opleiding met piano en haar eerste stuk schreef ze op de leeftijd van 9. Ook doorheen haar tienerjaren bleef ze muziekmaken en schrijven. Op 15-jarige leeftijd kreeg ze een contract aangeboden van Sony BMG voor een eerste album. 
Uiteindelijk volgde ze conservatorium en haalde ze een Bachelor in Utrecht en een Master in Engeland. 
Momenteel werkt ze in Hollywood en is woonachtig te Los Angeles.

## Filmografie (selectie)
- 2007: Seed
- 2007: In the Name of the King: A Dungeon Siege Tale
- 2007: BloodRayne 2: Deliverance
- 2007: Postal
- 2008: 1968 Tunnel Rats
- 2007: Alone In The Dark II
- 2008: Far Cry
- 2009: Stoic
- 2009: Rampage
- 2009: Darfur
- 2010: BloodRayne: The Third Reich
- 2010: Max Schmeling
- 2011: Auschwitz
- 2011: Das Mädchen auf dem Meeresgrund
- 2012: Ein vorbildliches Ehepaar
- 2012: Vergiss mein nicht
- 2012: Es kommt noch dicker (televisieserie)
- 2013: Assault on Wall Street
- 2014: In the Name of the King 3: The Last Mission
- 2014: 16 über Nacht! (tv-film)
- 2014: Weihnachten für Einsteiger
- 2017: Ostfriesenkiller
- 2017: Eingeimpft (documentaire)
- 2018: Tatort: Borowski und das Land zwischen den Meeren (tv-film)
- 2021: Sisi (televisieserie)

## Discografie
- Deliverance (2007)